# Rottne
Rottne er en by i Växjö kommune, Kronobergs län, Småland, Sverige. Byen, der ligger 19 kilometer fra Växjö, ligger på næsset mellem søerne Sörabysjön og Innaren.
Den svenske glamrockgruppe The Ark, som fik en 18.-plads ved Eurovision Song Contest 2007, blev dannet i Rottne i 1991.